# 四角蒲桃
四角蒲桃（学名：Syzygium tetragonum）为桃金娘科蒲桃属下的一个种。

## 扩展阅读
- 維基物種上的相關：四角蒲桃